# シドニー・トレインズK形電車
シドニー・トレインズK形電車（シドニートレインズ Kがたでんしゃ）は、シドニー・トレインズが所有する2階建て電車。1981年から1985年にかけて160両が製造された。

## 概要

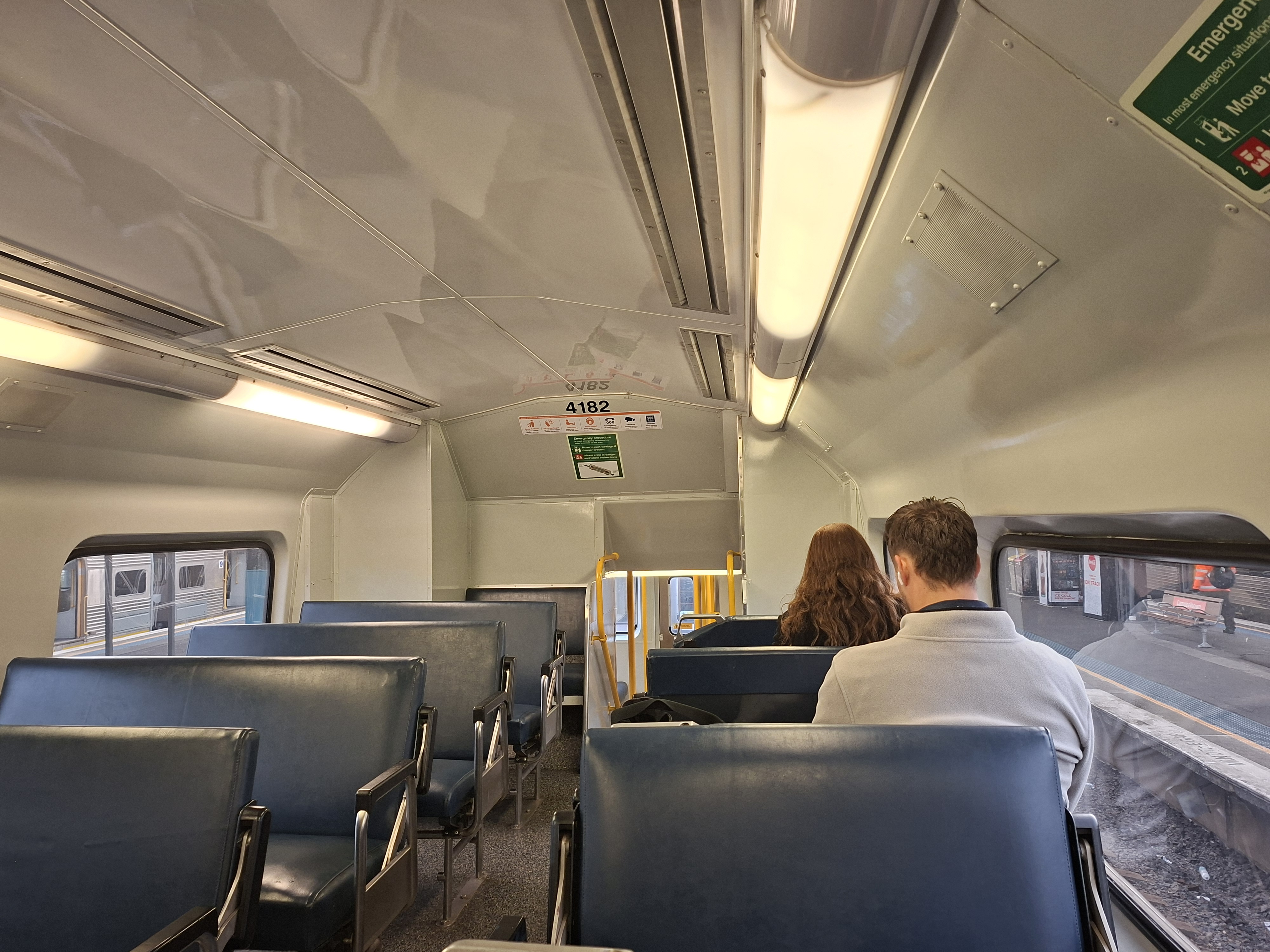
内装。S形電車と大きな違いはない。

1972年から導入されたS形電車を基に、冷房装置の取り付けなどを行った車両。外観はS形のうちゴニナン製車両と酷似しているが、貫通扉上に大型ヘッドライトが設置されている、窓が開閉不能となっているなどの差異がある。内装はS形と同じく3-2列の転換クロスシートを採用しているが、静粛性の向上などが図られている。
冷房装置の搭載スペースを確保するため、パンタグラフを電動制御車ではなく付随車に搭載するユニット方式を採用している。電動制御車と付随車の組み替えは自由であり、重検査時などに頻繁に組み替えが行われている。

## 形態分類
製造時期により、Order 1(前期車)とOrder 2(後期車)に分類される。

### Order 1(前期車)
合計100両が製造された。車番や製造数は下の表の通り。
| 数 | 車種       | 車番        | 備考                 |
| -- | ---------- | ----------- | -------------------- |
| 50 | 電動制御車 | C3501-C3550 |                      |
| 4  | 制御車     | D4096-D4099 | 2014年、付随車に改造 |
| 46 | 付随車     | T4171-T4216 |                      |

### Order 2(後期車)
合計60両が製造された。車番や製造数は下の表の通り。
| 数 | 車種       | 車番        | 備考 |
| -- | ---------- | ----------- | ---- |
| 30 | 電動制御車 | C3551-C3580 |      |
| 30 | 付随車     | T4217-T4246 |      |

Order 1は当初非冷房・側面窓開閉可能でデビューしたのに対し、Order 2は登場時から冷房を搭載しており、窓も当初から開閉不可能な1枚窓であった。(なお、現在はOrder 1も1枚窓に改造されている。詳細は後述)
現在ではOrder 1のドア下部に通風スリットが存在するS形と同じタイプ、Order 2は通風スリットが存在しないC形と同じタイプとなっている事から区別が可能である。当初は内装や外部塗装にも違いがあったが、後年の改造や塗装塗り替えにより現在はほとんど差がない。

## 改造

### 改修工事
1990年代後半に改修工事を受け、車内化粧板交換、座席モケット張替え、前面行先表示機設置などが行われた。

### 冷房取付

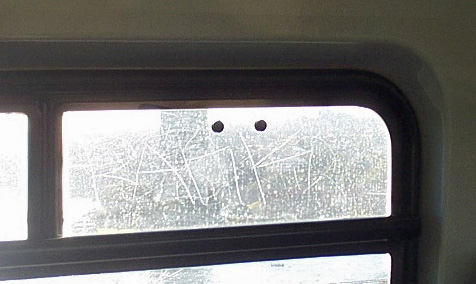
冷房改造の際に撤去された窓開閉ハンドルの撤去痕。

前述の通り、前期製造車両(Order 1)に関しては冷房装置が非搭載であったが、シドニーオリンピック開催に伴って2000年頃に取り付けが行われた。その際、開閉可能であった側面窓が閉塞される改造を受けた。改造当初は窓の可動部を固定し、ハンドルを撤去したのみであったが、後年Order 2と同じ1枚窓に取り替えられた。

### 先頭車の中間車化改造
2014年、4両の先頭車(いずれも制御車)が中間車化改造を受け、付随車となった。

## 現況
2019年現在、全車がフレミントン車両基地に所属し、T2、T3、T8の3路線にて運行されている。

B形電車 “Waratah”の投入に伴い、 K形は従来S形によって運行されていた平日ラッシュ時限定運用への玉突き転用がなされている。

2017年に運転室ブレーカーボックス内のアスベスト含有が発覚し、緊急点検およびアスベスト撤去が行われた。